# Gebrüder Müller Griesheim
Die Firma Gebrüder Müller Griesheim (GMG) war ein deutscher Flugzeughersteller mit Sitz in Griesheim bei Darmstadt in Hessen.

## Geschichte

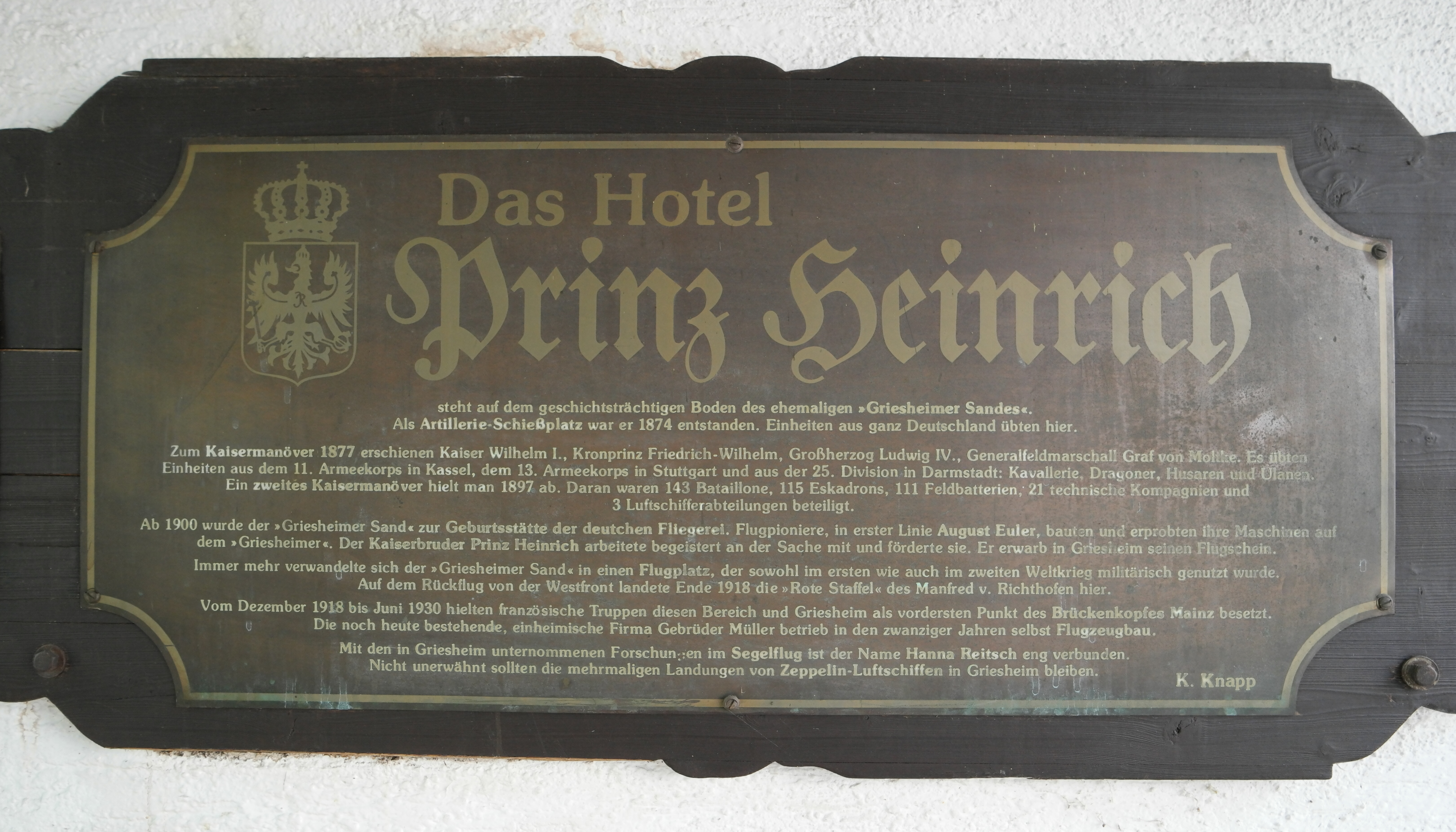
Geschichte des Flugwesens in Griesheim, Schild am Hotel Prinz Heinrich

Die Ursprünge der Firma GMG gehen zurück auf die Möbeltischlerei Georg Müller, die bereits 1911/1912 Einzelteile für Flugzeuge an August Euler lieferte. Seine Söhne Jacob und Philipp übernahmen 1920 die väterliche Werkstatt und begannen 1924 mit dem Bau eigener Segelflugzeugkonstruktionen. Von 1927 bis 1930 wurden unter dem Markennamen „Gebrüder Müller Griesheim“ auch 17 motorisierte Leichtflugzeuge hergestellt.
Das bekannteste Modell war die GMG II. Das Flugzeug wurde im Oktober 1928 bei der Internationalen Luftfahrtausstellung (ILA) in Berlin im Flug vorgeführt. Der Pilot war Arthur Martens.

## Produkte
- GMG I, Ia: zweisitziger Schulterdecker (1927)
- GMG II, IIa: verstärkte GMG Ia
- GMG V: Sportzweisitzer (Teilnahme am Deutschlandflug 1937)
- H 22, H 23: Entwürfe für Amphibienflugzeuge, nicht mehr gebaut